# Јован Куркуас (умро 971.)
Jован Куркуас ( грч. Ἰωάννης Κουρκούας     ) је био виши византијски војни заповедник 970–971.

## Биографија
Јован је био потомак породице Куркуас, породице јерменског порекла која постаје једна од главних породица међу анатолском војном аристократијом почетком 10. века.   Његов отац, Роман Куркуас, био је виши војни командант 960-их година,  и син великог генерала Јована Куркуаса,  који је био на положају доместика схола (командант - начелник византијске војске ) 22 године и водио византијске војске против муслиманских пограничних емирата у периоду 926–944.   Јован је такође био рођак цара Јована I Цимискија, још једног генерала који је постао цар 969–976. 
Јован се први пут помиње 970. године, током византијских похода на Бугарску, после најезде Свјатослава из Кијевске Русије .  У то време, Јован је имао висок чин magistros, вероватно због његовог сродства са новим царем.  Главне византијске снаге, под командантом ветерана Вардом Склиром, биле су заузете у Анадолији гушењем побуне Варде Фоке Млађег, па је Куркуас добио команду над војском послатом у Аркадиопољ да се супротстави Свјатославовим Русима.   Према савременом историчару Лаву Ђакону, он је био неискусан, склон беспосличарству и пијанству, па је тако подстакао Русе да истрају у својим нападима на византијске територије у Тракији .  
После гушења Фокине побуне, у лето 971. године, сам Цимискије је кренуо на челу царске војске против Руса. Византинци су опсадили тврђаву Доростолон на Дунаву, која је постала поприште неколико борби док су Руси покушавали да униште опсадне машине Византинаца.  Током једног таквог налета на положаје које је држао Куркуас, он је убијен након што је пао са коња; Судећи по његовом богато украшеном оклопу, Руси су у почетку мислили да су убили самог Цимискија.   Лав Ђакон тврди да је био пијан и да је управо добио царску опомену јер је пљачкао цркве у Бугарској.  